# Algidia nigriflavum
Algidia nigriflavum is een hooiwagen uit de familie Triaenonychidae. .